# Welykyj Bytschkiw
Welykyj Bytschkiw (ukrainisch Великий Бичків; russisch Великий Бычков Weliki Bytschkow, deutsch selten Groß-Botschkau, tschechisch Veliký Bočkov, slowakisch Veľký Bočkov, Bočková, ungarisch Nagybocskó, rumänisch Bocicoiu Mare) ist eine Siedlung städtischen Typs in der westlichen Ukraine (Oblast Transkarpatien, Rajon Rachiw) etwa 36 Kilometer östlich der Stadt Tjatschiw.

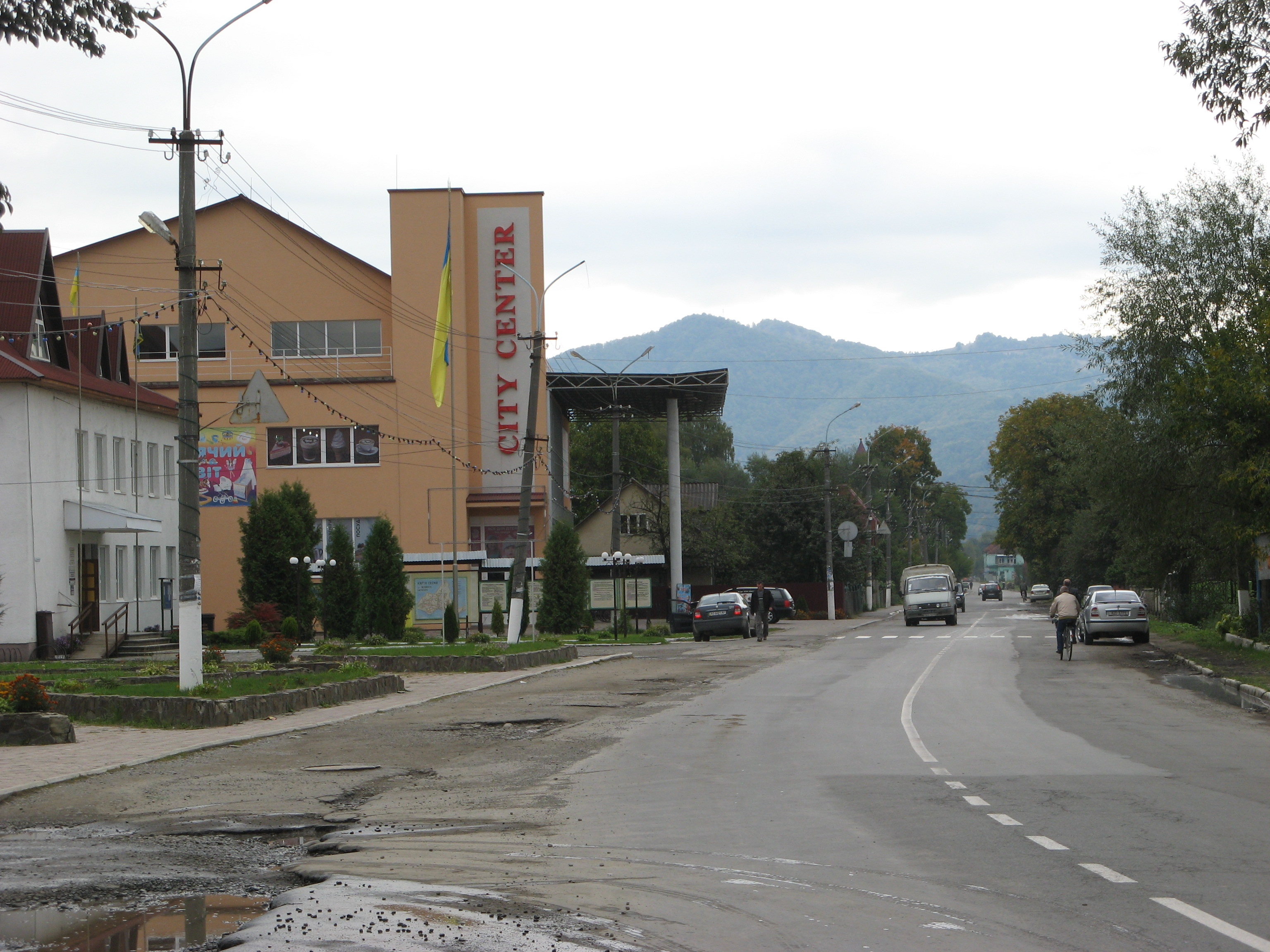
Blick auf das Zentrum des Ortes

Der etwa 9400 Einwohner zählende Ort liegt im Tal der Theiß beim Zusammenfluss mit dem Fluss Schopurka (Шопурка).

## Verwaltung
Am 12. Juni 2020 wurde die Siedlung städtischen Typs zusammen mit 1 Siedlung städtischen Type und 7 umliegenden Dörfern zum Zentrum der neu gegründeten Siedlungsgemeinde Welykyj Bytschkiw (Великобичківська селищна громада/Welykobytschkiwska selyschtschna hromada) im Rajon Rachiw. Bis dahin bildete sie die Siedlungratsgemeinde Welykyj Bytschkiw (Великобичківська селищна рада/Welykobytschkiwska selyschtschna rada).
Folgende Orte sind neben dem Hauptort Welykyj Bytschkiw ein Teil der Gemeinde:
| Name                     | Name              | Name                                    | Name                                                 | Name                          | Name    |
| ukrainisch transkribiert | ukrainisch        | russisch                                | slowakisch                                           | ungarisch                     | deutsch |
| ------------------------ | ----------------- | --------------------------------------- | ---------------------------------------------------- | ----------------------------- | ------- |
| Kobylezka Poljana        | Кобилецька Поляна | Кобылецкая Поляна (Kobylezkaja Poljana) | Kobylecká Poľana, Kabolecká Poljana, Poľana Kobilská | Gyertyánliget, Kabola Polyána | -       |
| Kossiwska Poljana        | Косівська Поляна  | Косовская Поляна (Kossowskaja Poljana)  | Kosovská Poľana                                      | Kaszómező, Kaszópolyána       | -       |
| Luh                      | Луг               | Луг (Lug)                               | Luh                                                  | Tiszalonka                    | -       |
| Plajuz                   | Плаюць            | Плаюц                                   | Plajuk                                               | Plajuc                        | -       |
| Rossischka               | Росішка           | Росошка (Rossoschka)                    | Rozsoška, Rosuška                                    | Rászócska, Roszucska          | -       |
| Strymba                  | Стримба           | Стрымба                                 | Strimba                                              | Almáspatak                    | -       |
| Werchnje Wodjane         | Верхнє Водяне     | Верхнее Водяное (Werchneje Wodjanoje)   | Vyšná Apša                                           | Felsőapsa                     | -       |
| Wodyzja                  | Водиця            | Водица (Wodiza)                         | Apšice, Apšica                                       | Kisapsa                       | -       |

## Geschichte
Der Ort wurde 1358 zum ersten Mal schriftlich als Buchku erwähnt und leitet sich vom slawischen Wort für „Stier“ ab. 1556 kam er unter die Herrschaft der Báthorys, 1711 stand im Ort schon ein herrschaftlicher Sitz.
Nach dem fehlgeschlagenen Aufstand unter Franz II. Rákóczi und den damit einhergehenden Vertreibungen und Fluchtbewegungen siedelten sich Deutsche im Umfeld des Ortes an. Es entstanden im Laufe der Zeit drei unterscheidbare Siedlungsplätze: Nagybocskó und Kisbocskó („Groß-“ und „Klein-“Botschko), welche das heutige Welykyj Bytschkiw ausmachen und Németbocskó („Deutsch Botschko“), welches auf der südlichen Flussseite auf rumänischem Gebiet liegt und dort Bocicoiu Mare heißt.
1910 hatte der zum Königreich Ungarn im Komitat Máramaros liegende Ort 5.955 Einwohner, davon waren 3.078 Ruthenen, 1.646 Ungarn und 1.177 Deutsche. Nach dem Ende des Ersten Weltkrieges kam er dann zur neu entstandenen Tschechoslowakei (als Teil der Karpatenukraine) und wurde nach dem Ende des Zweiten Weltkrieges an die UdSSR abgetreten. Am 30. Mai 1947 erhielt der Ort dann den Status einer Siedlung städtischen Typs.
Es gibt im Ort eine Chemiefabrik, eine Schwefelsäurefabrik sowie eine Salzraffinerie. Zwischen 1970 und 1998 gab es auch einen Bahnanschluss an die Bahnstrecke Tereswa–Welykyj Bytschkiw und eine 1930 erbaute Waldbahn, welche nach Norden führte und die früher ebenfalls im Ort ansässige Forstwirtschaft unterstützte.

## Persönlichkeiten
- Theodore Romscha (1911–1947), Bischof und Apostolischer Administrator
- Iwan Jaremtschuk (* 1962), Fußballspieler